# Augusto Paolo Lojudice
Augusto Paolo Lojudice (né le 1er juillet 1964 à Rome) est un l'archevêque catholique italien de l'archidiocèse de Sienne-Colle di Val d'Elsa-Montalcino depuis 2019. Il est créé cardinal au cours d'un consistoire le 28 novembre 2020.

## Biographie
Augusto Paolo Lojudice est né à Rome le 1er juillet 1964. Il étudie la philosophie et la théologie au séminaire pontifical de Maggiore de 1983 à 1988, où il obtient une licence de théologie canonique.
Il est ordonné prêtre le 6 mai 1989 par le cardinal Ugo Poletti, vicaire général de Sa Sainteté pour le vicariat de Rome. Pendant trois ans, il est vicaire à la paroisse de Santa Maria del Buon Consiglio, puis vicaire à San Vigilio (Rome) de 2005 à 2013. De 1992 à 1997, il est curé de la paroisse de Santa Maria Madre del Redentore. Il est également le conseiller spirituel du grand séminaire pontifical romain de 2005 à 2014. Il dirige la paroisse de San Luca al Prenestino de 2014 à 2015.
Le 6 mars 2015, le pape François nomme Lojudice évêque auxiliaire du diocèse de Rome et évêque titulaire d'Alba Maritima (de). Il reçoit son ordination épiscopale dans l'archibasilique Saint-Jean-de-Latran, la cathédrale de Rome, le 23 mai 2015, des mains du cardinal Agostino Vallini, vicaire général de Sa Sainteté pour le vicariat de Rome ; les co-consécrateurs sont Romano Rossi, évêque de Civita Castellana, et Paolo Schiavon, évêque auxiliaire émérite du diocèse de Rome.
Le 6 mai 2019, le pape François le nomme archevêque de Sienne-Colle di Val d'Elsa-Montalcino et il est installé le 16 juin suivant.
Il est créé cardinal au cours d'un consistoire le 28 novembre 2020 par le pape François qui lui attribue le titre de cardinal-prêtre de Santa Maria del Buon Consiglio.
Le 2 juin 2023, le pape François l'a nommé juge à la Cour de cassation de l'État de la Cité du Vatican, à compter du 1er janvier 2024.